# شهرک موجی (ختن)
شهرک موجی (به اویغوری: مۇجى بازىرى)(به چینی: 木吉镇، به پین‌یین:‌ Mùjí Zhèn) یک شهرک در جمهوری خلق چین است که در شهرستان گوما قرار دارد. شهرک موجی ۲۳٬۲۷۳ نفر جمعیت دارد.
در سال ۲۰۱۲/۲۰۱۳، «قصبه موجی» به شهرک ارتقاء یافت.